# 大草站

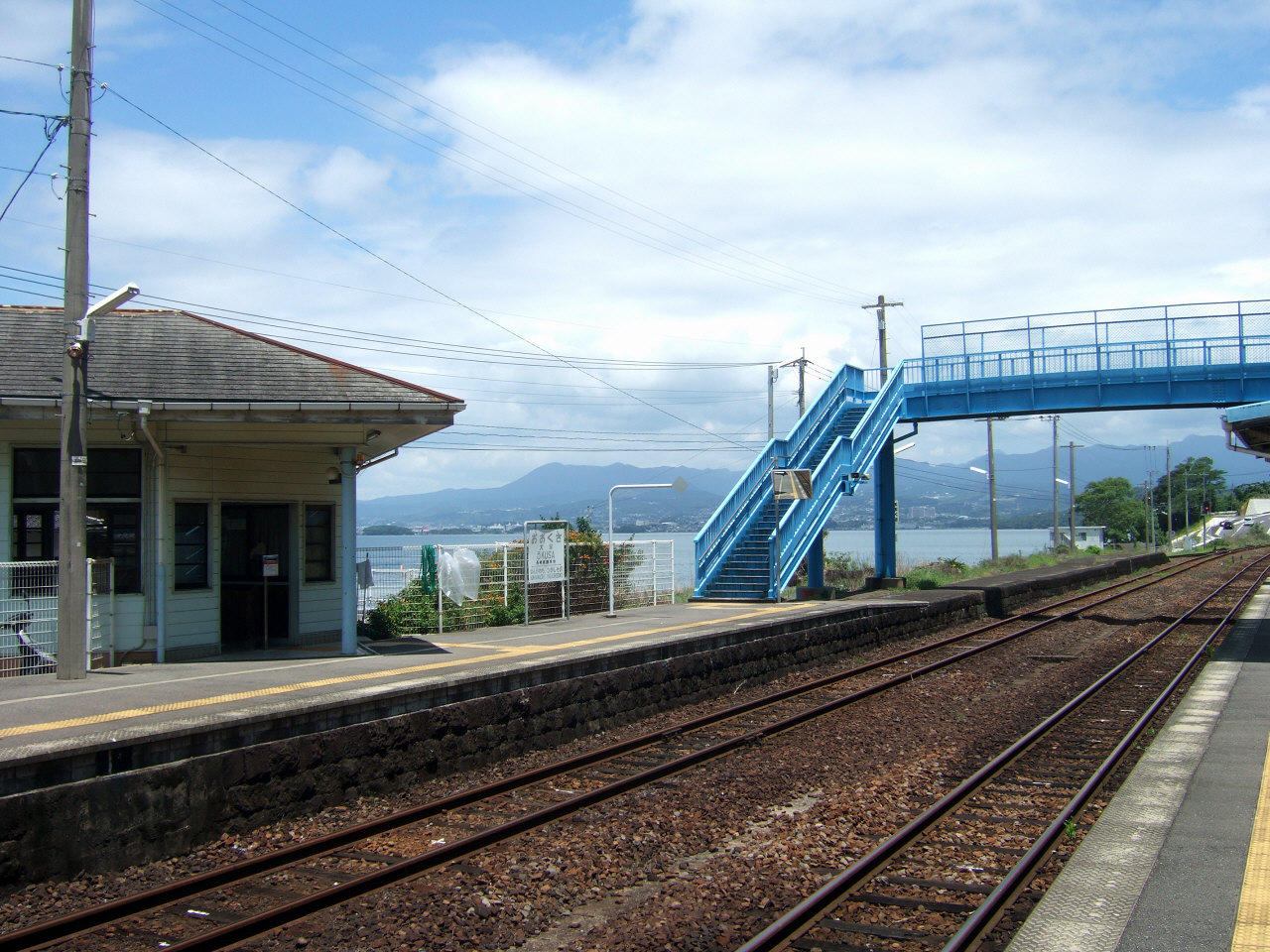
月台(2008年7月)

大草站（日语：／ Ōkusa eki */?）是位於長崎縣諫早市多良見町元釜197番，九州旅客鐵道（JR九州）的長崎本線（長與支線）車站。

## 車站構造
本站是地面車站，設有2面2線的相對式月台。車站大樓位於諫早方向月台側。兩月台之間設有跨線橋連接。跨線橋的外觀取自大村灣的海水顏色。月台部分位置提高了。諫早方向月台外邊曾經設有貨物起卸側線，現時成為了維護車輛停泊處。
在長崎本線舊線上，此站與長與站是唯二可進行列車交會的車站。此站為無人車站，設有自動售票機和IC卡專用的閘機。曾經此站是一座業務委託車站。在1989年車站進行翻前時，委托了安田產業汽船負責車站業務，該公司曾經設有從此站附近前往長崎機場之間的高速船航線。

### 月台
| 月台 | 路線      | 上下行 | 方向                                          |
| ---- | --------- | ------ | --------------------------------------------- |
| 1    | ■長崎本線 | 上行   | 諫早、直通■大村線至竹松、早岐、佐世保方向方向 |
| 2    | ■長崎本線 | 下行   | 長崎方向                                      |

## 歷史
- 1898年11月27日：九州鐵道大村站至諫早站至長與站之間開通，此站啟用。
- 1907年7月1日：九州鐵道（第一代）被國有化，成為帝國鐵道廳車站[2][3]。
- 1987年4月1日：國鐵分割民營化，車站由九州旅客鐵道（JR九州）營運[4]。
- 1989年4月1日：翻新站房[1]。
- 2012年12月1日：可使用SUGOCA[5]。
- 2024年12月7日～2025年6月30日：因應JR九州與任天堂的共同企劃，本站被選為長崎縣的「皮克敏車站」，站房車站名牌亦換成為以皮克敏為主題的設計[6][7]。

## 使用狀況
2016年起，由於平均每日乘車人數未能達至JR九州首300位，因此並未有公佈實際的數字，但由於仍達至100人或以上的水平，所以仍會於顯示於排行榜附表內。
| 乘車人次變化 | 乘車人次變化 |
| 年度         | 1日平均人次  |
| ------------ | ------------ |
| 2000         | 198          |
| 2001         | 190          |
| 2002         | 161          |
| 2003         | 168          |
| 2004         | 157          |
| 2005         | 153          |
| 2006         | 195          |
| 2007         | 208          |
| 2008         | 194          |
| 2009         | 192          |
| 2010         | 180          |
| 2011         | 167          |
| 2012         | 150          |
| 2013         | 140          |
| 2014         | 139          |
| 2015         | 137          |
| 2016         | 138          |
| 2017以後     | >100         |

## 車站周邊
於大村賽艇日，此站設有前往大村賽艇場高速船服務，由安田產業汽船營運。

## 相鄰車站
九州旅客鐵道（JR九州）
■長崎本線長崎本線（長與支線）
東園－大草－本川內

## 外部連結
- JR九州大草站 （页面存档备份，存于）（日語）
- JR九州 - 「PIKMIN×JR九州～探索神奇的九州星球～」專頁 （页面存档备份，存于）（日語）